# Tsuka

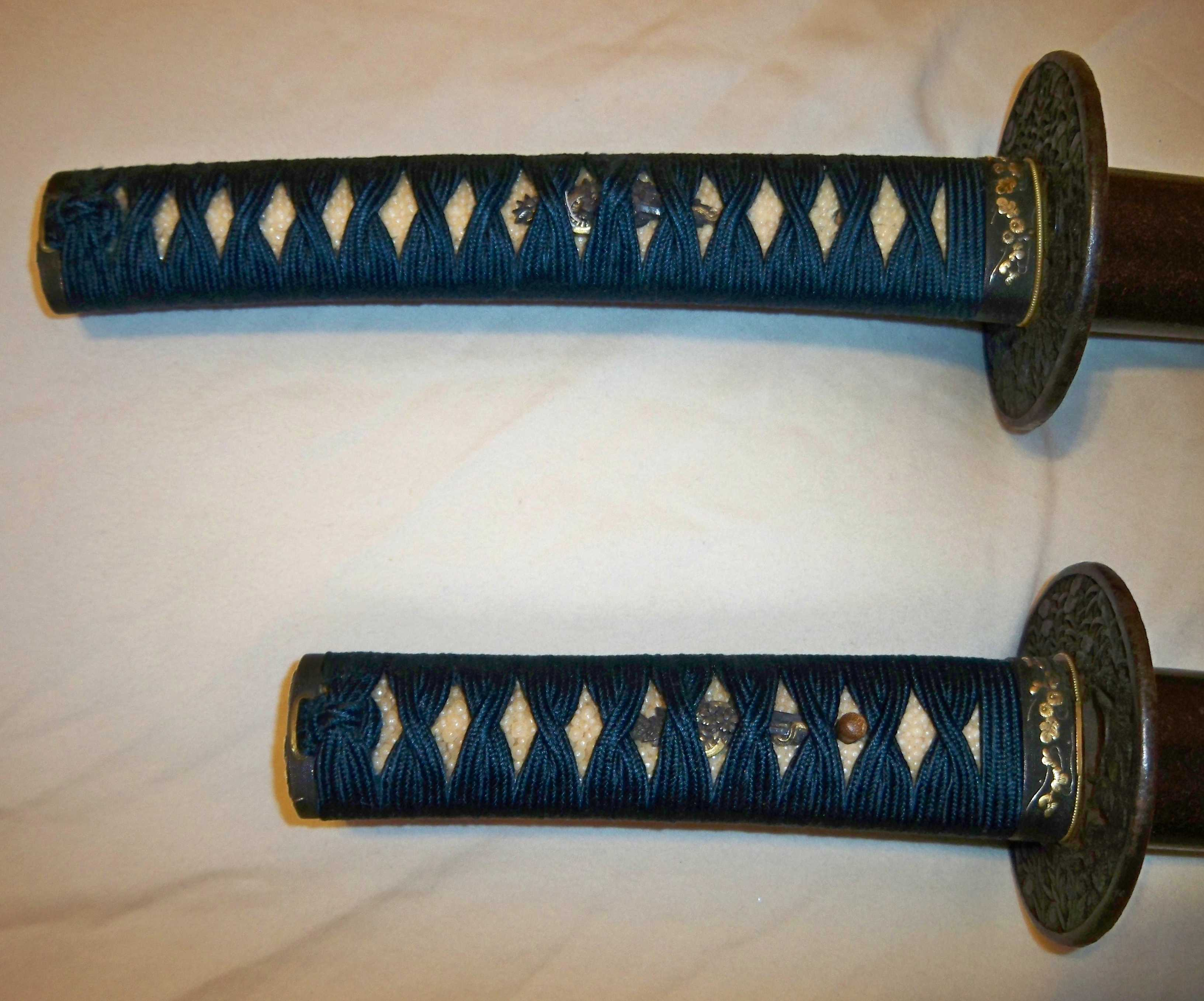
Daisho tsuka

Als Tsuka (jap. 柄) bezeichnet man den Griff eines japanischen Schwertes, Katana, Tachi, Dōtanuki, Nagamaki→Nihontō. Er ist Teil der Koshirae und der Shirasaya.

## Das Grundmaterial
Der Griff ist meist aus Holz, allerdings gibt es auch Tsuka aus Elfenbein oder Knochen, die erst im 19. Jahrhundert als Touristensouvenirs hergestellt wurden.
Beim Guntō für Unteroffiziere konnte der Griff aus bemaltem Aluminium oder simplem Kupfer bestehen.

## Das Obermaterial
Der traditionelle Tsuka ist meist mit Baumwoll- oder Seidenband gewickelt, aber auch Leder kann als Tsuka–ito verwendet werden. Für eine noch bessere Griffigkeit wird unter jede „Raute“ ein speziell gefaltetes dreieckiges Papierstückchen (Hishi–gami) gelegt. Durch Feuchtigkeit / Handschweiß quillt dieses Papierchen auf und füllt den kleinen Hohlraum unter der Raute im Idealfall komplett aus, erweitert dadurch die Wicklungsspannung und erhöht somit die Griffigkeit. Diese Wicklung Tsuka–maki ist von Same–gawa (鮫皮), Rochenhaut, unterlegt. Die Haut wird mit einer Reispampe als Kleber fixiert.
Für die Wicklung kommen zahlreiche Stile in Frage. Bei Wakizashi und besonders bei Tantō wurde manchmal auf das Tsuka–ito verzichtet.

## Zubehör – Kodogu
Der Griff ist auch mit diversen Metallteilen ausgestattet. Am Ende des Griffes macht die Kashira den Abschluss, diese konnte auch aus Büffelhorn bestehen. Am anderen Ende, dem Grifffuß, ist der Fuchi, ein Metallring mit Boden und Nakago-ana. Hier wird die Nakago, der Klingenerl, eingeführt. Zwischen Klingenansatz und Fuchi befinden sich zwei Seppa, kleine Unterlegscheiben. Zwischen den Seppa wird die Tsuba montiert.
Unter dem Tsuka-ito wird beidseitig ein dekoratives Metallstück, genannt Menuki, miteingewickelt.

## Montierung des Tsuka
In der Nakago befindet sich ein Loch, das Mekugi Ana. An selbiger Stelle muss auch im Griff eines vorhanden sein. Durch beide wird dann ein kleiner Bambusstift, der Mekugi, gesteckt, um die Klinge festzuhalten. Der Mekugi kann auch aus Horn oder Metall gefertigt sein.
Bei heutigen Dekowaffen wird die Klinge einfach am Ende verschraubt.